# ديناميكيات الشبكة
ديناميكيات الشبكة هي دراسة الشبكات التي تتغير بمرور الوقت.
قد تتفرع هذه الشبكات من مجالات علم الأحياء وعلم الاجتماع وعلم الاقتصاد وعلوم الحاسب ونظرية الرسم البياني إلخ.
فيما يتعلق بمعالجة الأنظمة الديناميكية لديناميكيات الشبكة، انظر النظام الديناميكي التتابعي.